# Jean-François Régère
Pour les articles homonymes, voir Régère.
Jean-François Régère, né le 31 juillet 1947 à Talais (Gironde), est homme politique français.

## Biographie
Jean-François Régère est élu député le 16 juin 2002, pour la XIIe législature (2002-2007), dans la 5e circonscription de la Gironde. Il fait partie du groupe UMP. 
Il est alors l'un des députés les moins loquaces, avec aucune intervention en hémicycle entre 2002 et 2006.

## Mandats locaux
- 1995 - 2008 : maire de Talais
- 2001 - 2008 : Conseiller général de la Gironde, élu du canton de Saint-Vivien-de-Médoc